# اقتصاد ترابری

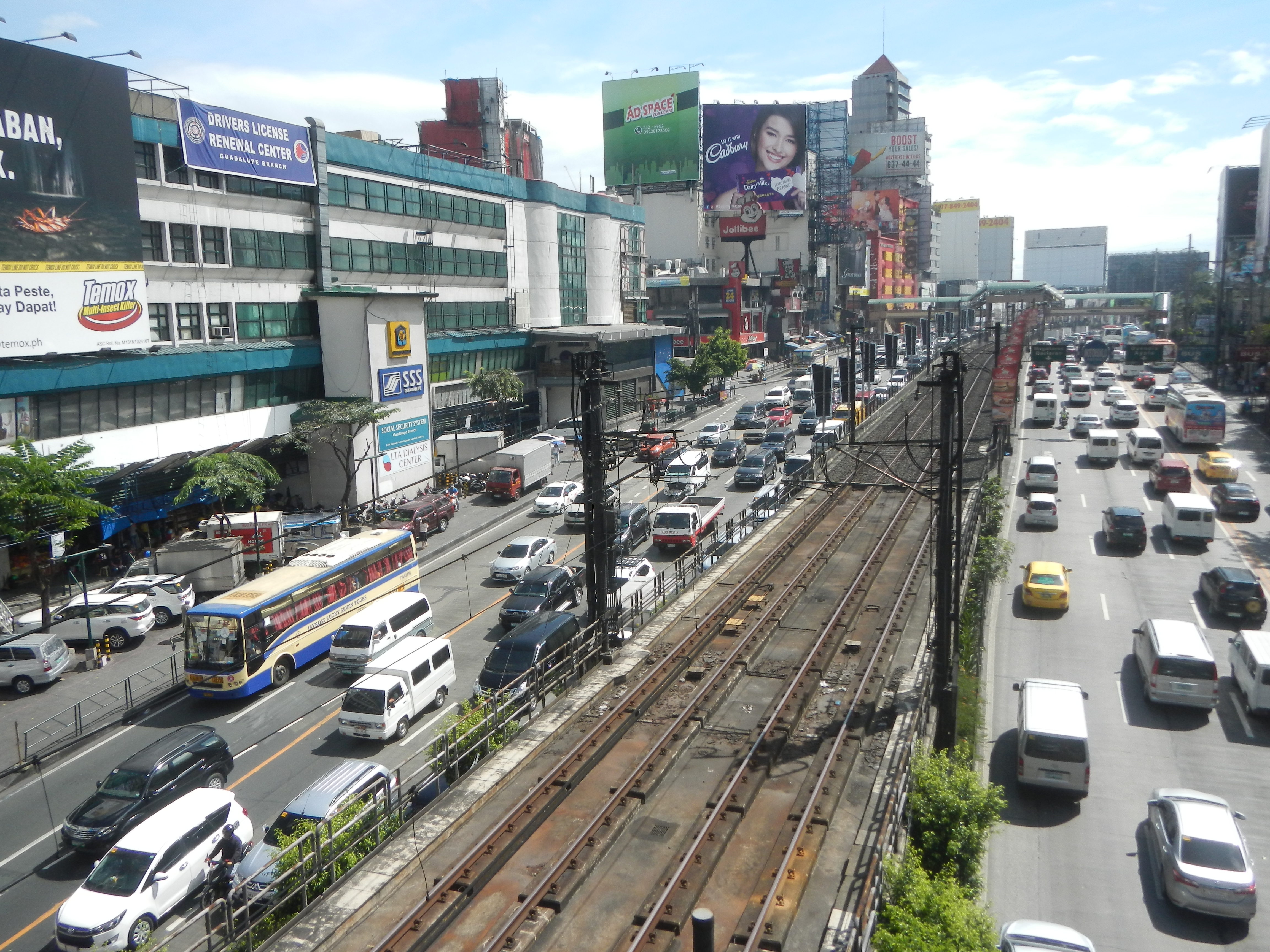
این تصویر انواعی از سامانه‌های ترابری را نشان می‌دهد: ترابری عمومی، وسایل نقلیه شخصی و راه‌آهن

اقتصاد ترابری شاخه‌ای از علم اقتصاد است. این شاخه در سال ۱۹۵۹ میلادی و توسط اقتصاددان آمریکایی جان آر. مییر تأسیس شد. این شاخه از اقتصاد به تخصیص منابع در بخش ترابری می‌پردازد. این شاخه از اقتصاد ارتباط قوی با مهندسی عمران دارد. برخلاف دیگر شاخه‌های اقتصاد، در اقتصاد ترابری فرض یک اقتصاد بی‌فضا و خودجوش ممکن نیست. افراد و کالاها با سرعت معینی در شبکه‌ها ترابری جریان می‌یابند و تقاضاها به اوج می‌رسند. پیش خرید بلیط به عنوان مثال اغلب ناشی از کرایه‌های پایین‌تر است. خود شبکه‌های ترابری ممکن است رقابتی یا غیر رقابتی باشند. یک سفر منفرد (کالای نهایی از نظر مصرف‌کننده) ممکن است به مجموعه خدمات ارائه شده توسط چندین شرکت، آژانس و حالت‌های دیگر نیاز داشته باشد.
اگرچه سامانه‌های ترابری از همان نظریه عرضه و تقاضا مانند سایر صنایع پیروی می‌کنند، عوارض ناشی از اثرات شبکه و انتخاب بین کالاهای غیرمشابه (مانند سفر با ماشین و اتوبوس) تخمین تقاضا برای تأسیسات ترابری را دشوار می‌کند. توسعه مدل‌هایی برای تخمین انتخاب‌های احتمالی بین کالاهای درگیر در تصمیم‌گیری‌های ترابری منجر به توسعه شاخه مهمی از اقتصادسنجی و همچنین جایزه نوبل برای دانیل مکفادین شد.
در ترابری، تقاضا را می‌توان بر حسب تعداد سفرهای انجام شده یا کل مسافت طی شده در تمام سفرها اندازه‌گیری کرد. عرضه به عنوان معیاری برای ظرفیت در نظر گرفته می‌شود. قیمت کالا (سفر) با استفاده از هزینه تعمیم یافته سفر اندازه‌گیری می‌شود و شامل هزینه و زمان صرف‌شده می‌شود.
اثر افزایش عرضه (یعنی ظرفیت) در اقتصاد ترابری از اهمیت ویژه‌ای برخوردار است (به تقاضای القایی مراجعه کنید) و پیامدهای زیست‌محیطی آن بالقوه و قابل توجه می‌باشد.
شبکه‌های ترابری علاوه بر ارائه مزایایی برای کاربران خود، اثرات خارجی مثبت و منفی را بر غیر کاربران تحمیل می‌کنند. در نظر گرفتن این اثرات خارجی - به ویژه موارد منفی - بخشی از وظیفه اقتصاد ترابری است.
ازدحام توسط اقتصاددانان یک اثر خارجی منفی تلقی می‌شود. اثر خارجی زمانی رخ می‌دهد که یک معامله باعث ایجاد هزینه یا منفعت برای شخص ثالث شود، اغلب، اگرچه نه لزوماً، اثر خارجی ناشی از استفاده از یک کالای عمومی است. به عنوان مثال، ترابری باعث آلودگی هوا می‌شود و هزینه‌هایی را به دیگران در هنگام استفاده از «هوای عمومی» تحمیل می‌کند.

## نگارخانه

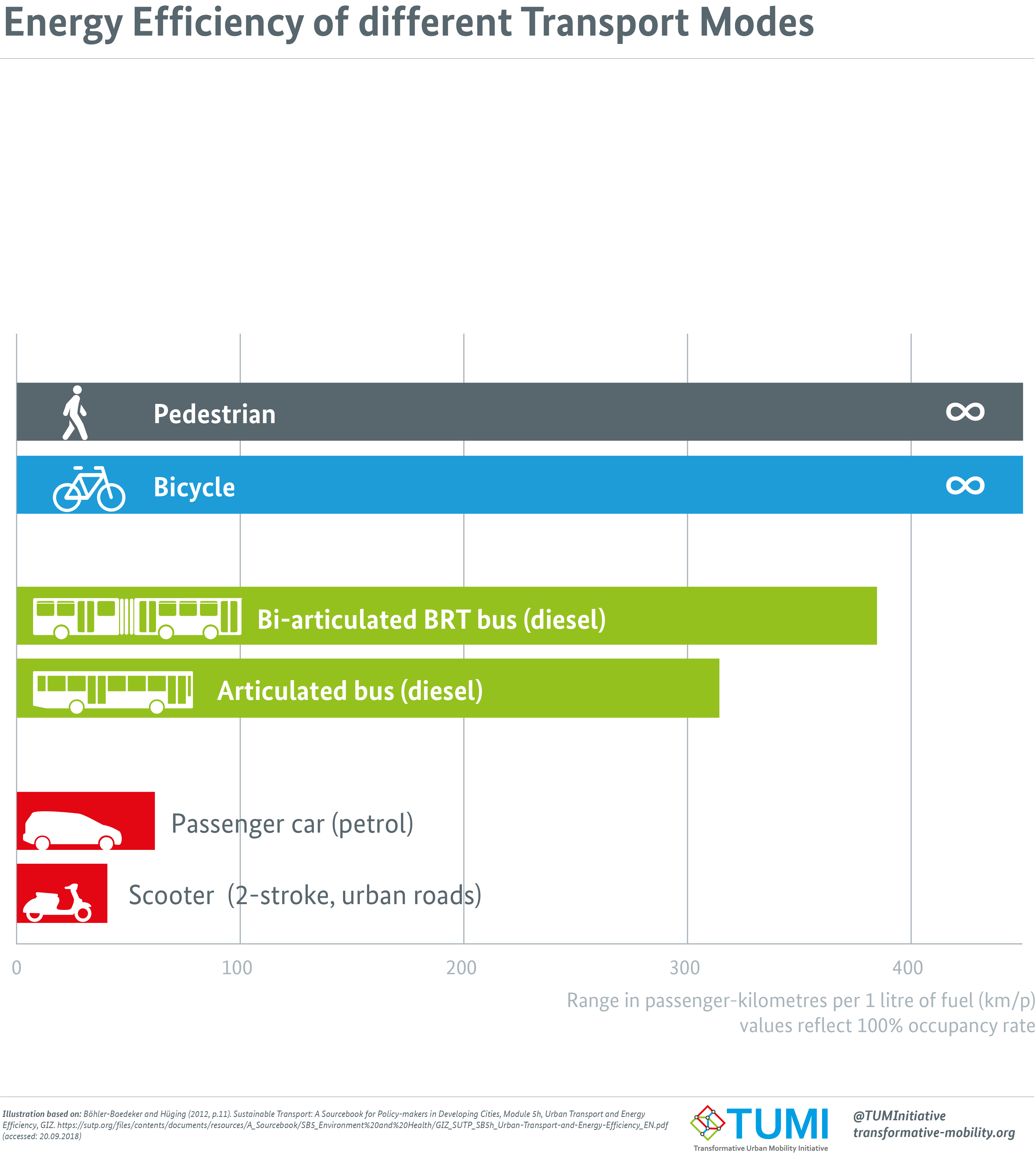
بهره وری انرژی حالت‌های مختلف ترابری
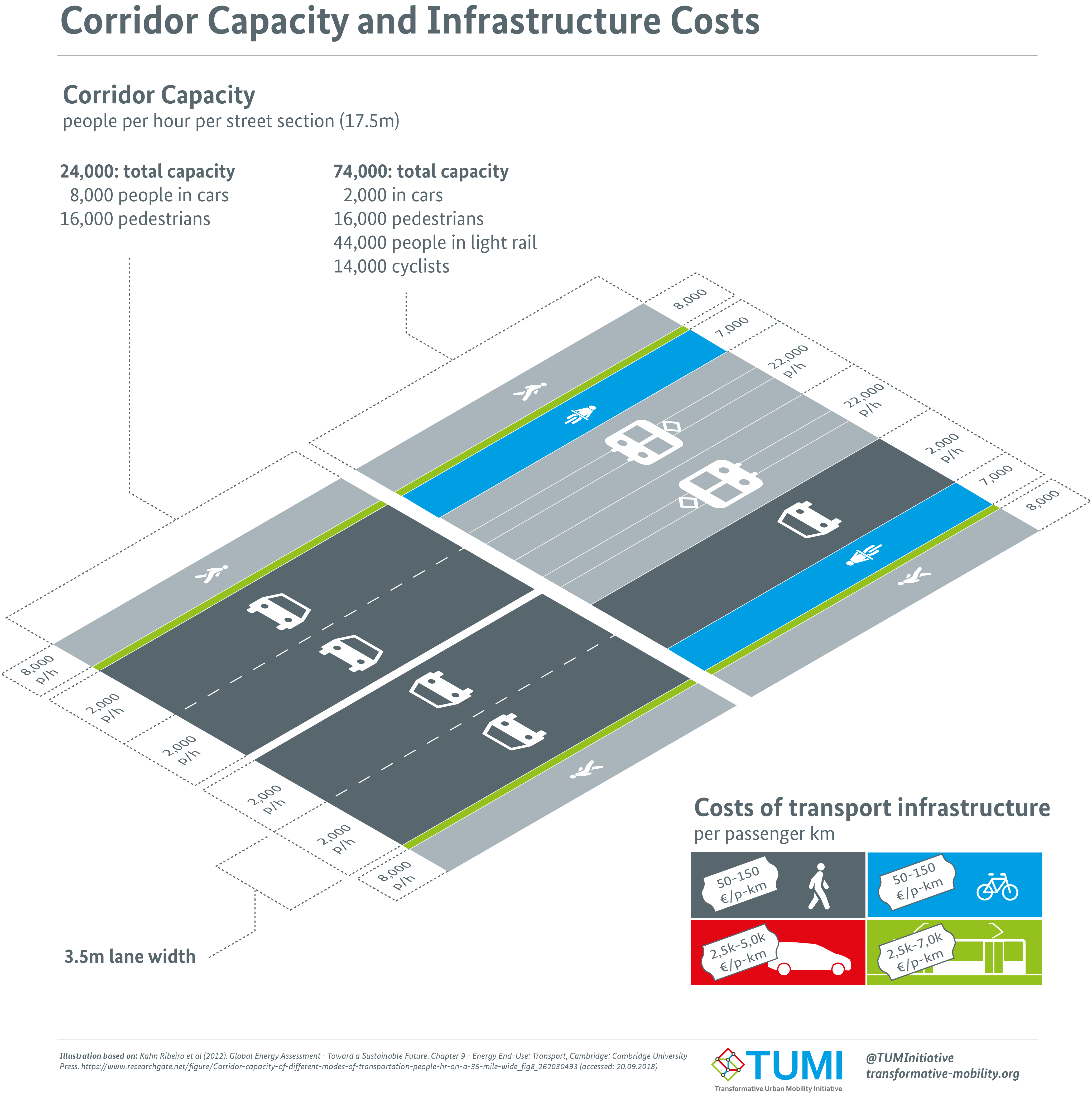
ظرفیت کریدور و هزینه‌های زیرساخت
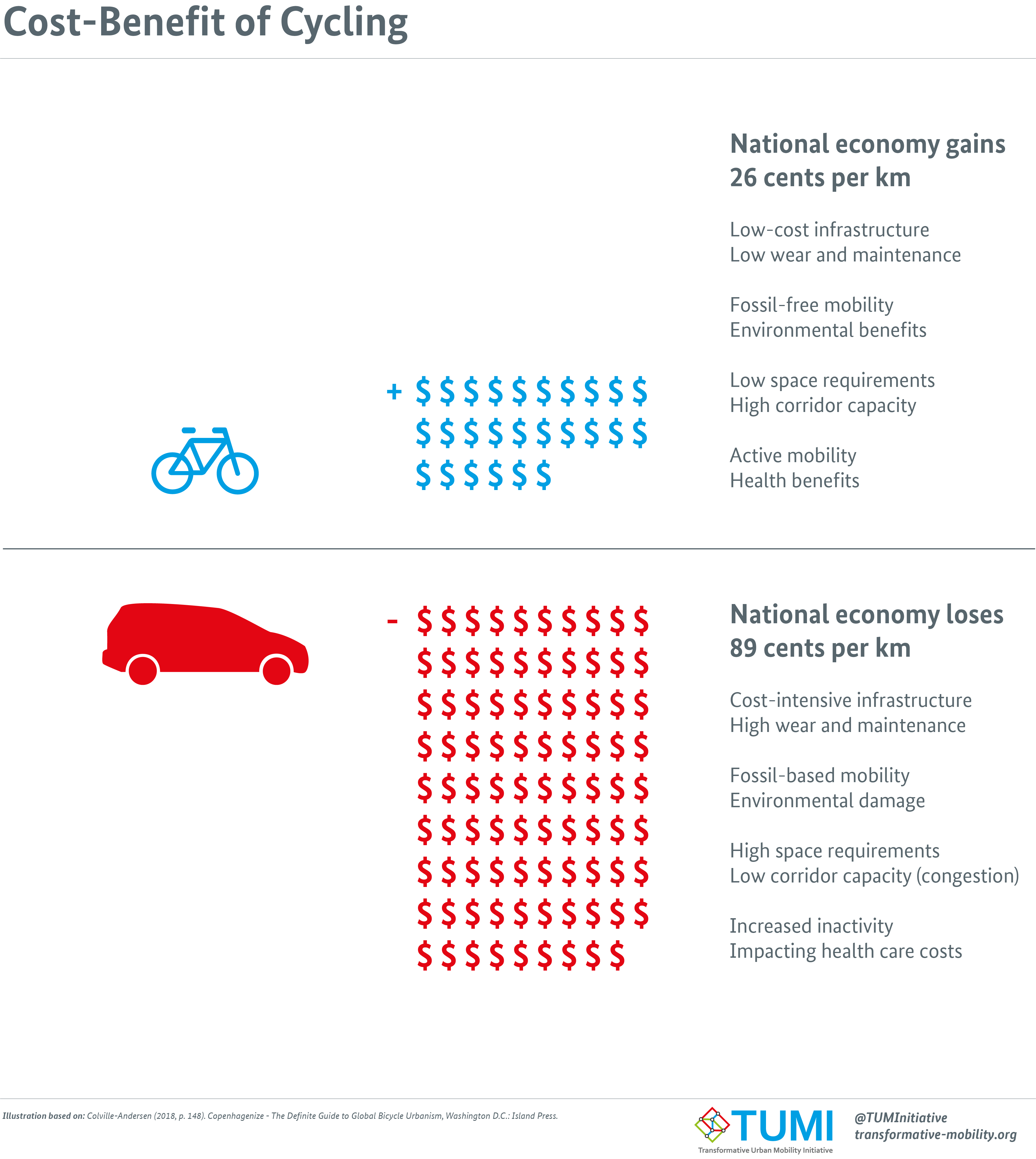
یک تصویر گرافیکی که هزینه‌های استفاده نکردن از دوچرخه را به جای خودرو در سطح ملی نشان می‌دهد.
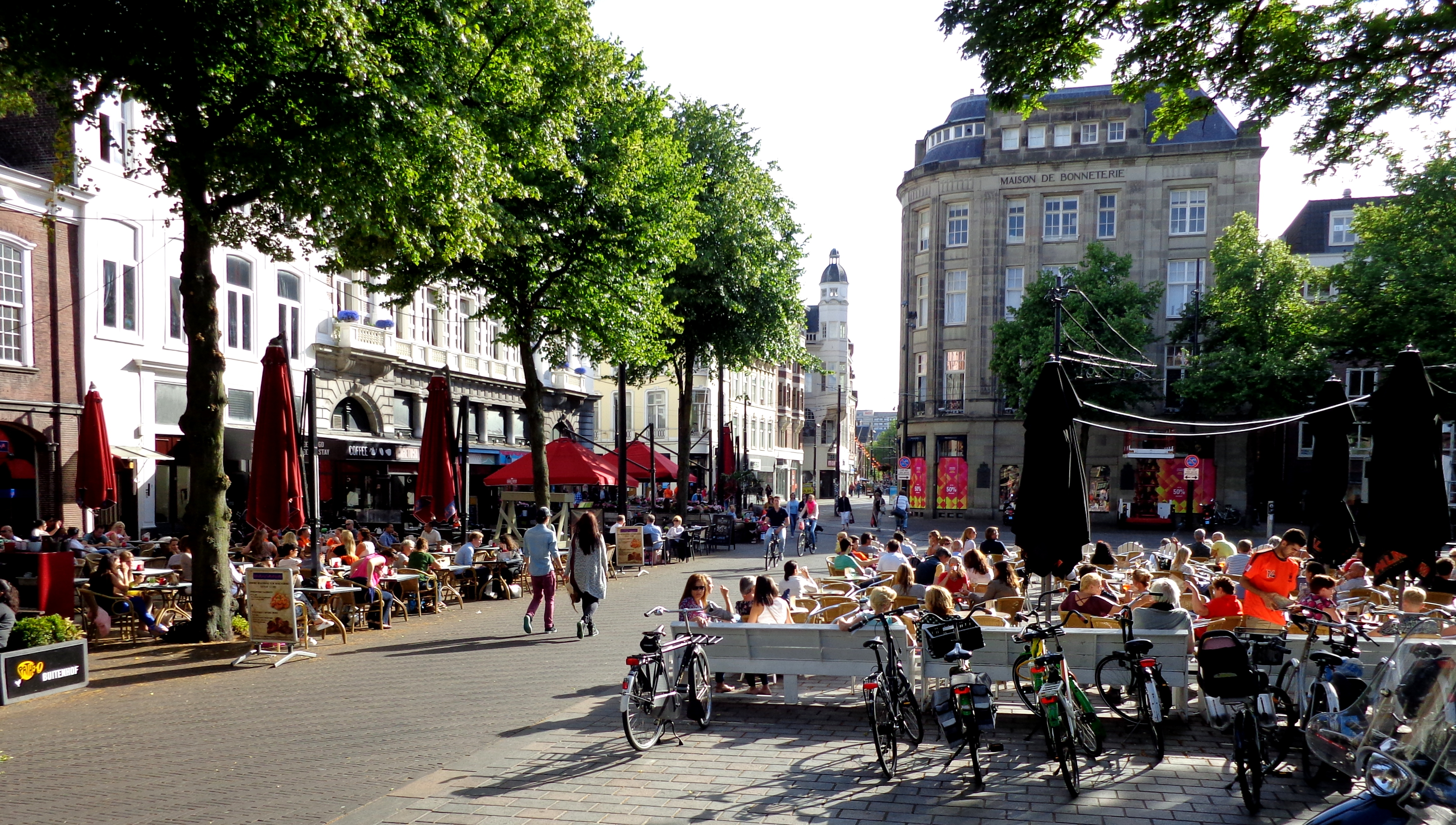
شهر لاهه، در هلند، دارای یک مرکز شهر بزرگ و وسیع بدون خودرو است. در نتیجه در این تصویر تعداد زیادی دوچرخه، عابران پیاده، و افرادی که در حال رفت و آمد برای خرید هستند را می‌توانید ببینید. این نوع از سیاست‌گذاری شهری امنیت، انسان‌محوری، آلودگی هوایی و صوتی کمتر و کیفیت زندگی بهتری را برای شهروندان فراهم می‌کند.